# ドナ・スピア
ドナ・スピア（Dona Speir、1964年2月7日 - ）は、アメリカ合衆国のモデル、B級映画の女優である。 

## キャリア
PLAYBOY誌の1984年3月号のプレイメイトに選ばれる。
1980年代から1990年代にかけて、アンディ・シダリスが監督を務めるセクシー・アクション映画のシリーズに、連邦捜査官のドナ・ハミルトン役で出演する。

## 主な出演作品

### 映画
- グラマー・エンジェル危機一発 Hard Ticket to Hawaii（1986）
- ピカソ・トリガー/殺しのコード・ネーム Picasso Trigger（1988）
- ピカソ・トリガー/サベージ・ビーチ Savage Beach（1989）
- スパイ・エンジェル グラマー美女軍団 Guns（1990）
- ボディ・エンジェルス/パット・モリタVSプレイメイツ Do or Die（1991）
- グラマラス・ハンターズ Hard Hunted（1992）
- グラマラス・キラーズ Fit to Kill（1993）